# Rotunda (Olt)
Pour les articles homonymes, voir Rotunda.
Rotunda est une commune du județ d'Olt en Roumanie.